# Борис Шумяцки
Борѝс Заха̀рович Шумя̀цки (на руски: Борис Захарович Шумяцкий) е руски политик.

## Биография
Борис Шумяцки е роден на 16 ноември (4 ноември стар стил) 1886 година във Верхнеудинск, Забайкалска област, в еврейско семейство на бивш книговезец, изселил се от Санкт Петербург при антисемитската кампания, последвала убийството на император Александър II. Не посещава училища, а през 1898 година започва работа в железниците, където се присъединява към болшевиките.
По време на Революцията от 1905 година Шумяцки командва отряд от 800 души, барикадирал се в железопътните работилници на Красноярск. Той е арестуван и осъден на смърт, но бяга и живее под фалшиво име, участвайки в издаването на различни социалистически вестници в Източен Сибир и Манджурия. През 1912 – 1913 година е в Аржентина, а след връщането си в Русия е арестуван, прекарва половин година в затвора, след което е изпратен в армията.
Февруарската революция заварва Борис Шумяцки като войник в Красноярск. Той става заместник-председател на местното революционно правителство и оглавява организацията на болшевиките за Среден Сибир. През октомври 1917 година е назначен за пълномощник на болшевишката партия за Сибир и Монголия и оглавява съветското правителство на Сибир. През Гражданската война оглавява болшевишките организации в няколко поредни губернии, а през 1920 година за кратко е външен министър, а след това министър-председател, на самообявилата се Далекоизточна република. Играе активна роля в установяването на проболшевишкия режим в Монголия.
През 1922 година Шумяцки влиза в конфликт с тогавашния министър по националните въпроси Йосиф Сталин заради разногласия около автономията на бурятите. Той е отстранен от постовете си в Сибир и е изпратен като посланик в Иран. През 1925 година се връща в Русия и през следващата година оглавява Комунистическия университет на трудещите се от Изтока. След поредица други постове през 1930 година оглавява съветската киноиндустрия, оставайки задълго в тази позиция.
В първите дни на 1938 година Шумяцки е обвинен за провал в работата си в киното и е отстранен от постовете си. Няколко дни по-късно е арестуван и обвинен в участие в контрареволюционна организация и шпионаж, след което е осъден на смърт.
Борис Шумяцки е разстрелян на 29 юли 1938 година на полигона в Комунарка.